# Alix Bauer
Alix Bauer Tapuach (Cidade do México, 16 de dezembro de 1971) é uma cantora, compositora, escritora e atriz mexicana de origem alemã, ela é judia asquenaze.

## Carreira
Em 1980 Alix ingressa no centro de capacitação infantil da Televisa, para ter aulas de atuação e canto. Em 1981 ela realiza atuando a obra "Las Maravillas de Crecer".
No ano de 1982 forma parte do grupo Timbiriche, e a partir dai começa seu sucesso sendo catalogado como o grupo de maior sucesso na década de 1980 no México. Nesta banda juvenil ela compartilhou créditos com Diego Schoening, Sasha Sokol, Benny Ibarra, Mariana Garza, Erik Rubín, Eduardo Capetillo, Paulina Rubio, Thalia e Edith Márquez.
Gravou com o grupo 10 discos e 2 max-singles, realizou a obra teatral "Vaselina" que musturou dança e canto, produzida pela atriz e produtora Julissa. Seu maior êxito dentro do grupo foi a música tema "Mírame Cuestión de Tiempo" do álbum Timbiriche 7, sendo este um dos mais vendidos na história a música em espanhol.
Alix deixou o grupo em fevereiro de 1989. Seu lugar no grupo  Timbiriche foi ocupado por Bibi Gaytán, esposa de Eduardo Capetillo.
Ao final de 1989 ela participa da radionovela "Nos Vamos de Vacaciones", ao lado de Alejandra Guzmán, Chao, Charlie Massó, Héctor Suárez Gomis e Sasha Sokol. O soundtrack de mesmo nome contendo o tema "Siempre en mi Corazón", interpretado por Alix, se torna um sucesso.

## Carreira solo
Alix viaja a Europa e regresa ao México em 1991 com seu primeiro material discográfico intitulado "Por Vez Primera" onde se desprende o hit "Nos Podemos Escapar". Esse material discográfico conta com composiçõess próprias, como "Março entre dos" e "Juan", com a participação de Adrián Possé e José María Purón, entre outros.
Posteriormente, escreveu um livro de poemas, e compõem temas para a cantora mexicana Rocío Banquells.
Em 1994 participa da telenovela "Prisionera de Amor" produzida por Pedro Damián, onde atua com diversos atores entre eles Silvia Derbez, Maribel Guardia, Irán Eory, Saúl Lisazo, Julieta Egurrola e Karla Álvarez entre otros. Nesse mesmo ano, quando estava a ponto de lançar seu segundo material discográfico, seu namorado lhe propõs casamento, Alix deixou assim, concluída su carreira como solista. Então no  ano de 1995 Alix se casa com o empresário Jack Derzavich.
Em 1998 ela se reúne novamente com seus ex-companheiros da formação original do grupo Timbiriche (Diego, Mariana, Paulina, Benny, Sasha e Erik), para uma série de concertos, nos quais o grupo rompe recorde de público no Auditorio Nacional da Cidade do México.
Em 22 de março de 1999 ela se torna mãe tendo Moisés e Danna. Alix participa no  disco "Ellas cantan a Cri-Cri" com o tema "La Cacería".
No ano de 2001 compõe o tema "Uno" junto a Benny Ibarra, interpretada por ele mesmo. Foi apresentadora do programa de rádio "El Aleph" com informações sobre a cultura judaica sob a frequência de Radio Red AM na Cidade do México.
No dia 11 de março de 2003 da a luz a sue terceirafilha chamada Mijal.
Em 2007, Alix volta a se reunir com Diego Schoening, Mariana Garza, Benny Ibarra, Erik Rubín e Sasha Sokol, ex-integrantes do Timbiriche, para festejar os 25 anos de formação do grupo, realizando uma extensa turnê de concertos, com vários shows por todo México, América Central e Estados Unidos.
Lançam 3 discos, e rompem seu proprio recorde no Auditorio Nacional. Em 2008, continuam com a turnê , e realizam o último concerto na Cidade do México em 5 de maio no Foro Sol, esses concertos não contaram com a participação de Paulina Rubio.
Em novembro saiu o curtametragem "La Misma Piedra" onde ela narra as festas de 25 aniversário do Timbiriche.
Alix não tem planos de regressar ao meio artístico já que deseja ficar com sua família.
Ela se tornou empresária do meio musical, sendo manager de Fratta e do seu ex-companheiro Diego Schoening que regressa como cantor solo em 2008, Alix lança seu segundo livro onde conta a história oficial de Timbiriche assim como as anédotas cantando no grupo e como cantora solista.
No ano de 2009 participou interpretando o tema principal da campaña "Mexicanas mujeres de valor" ao lado de cantores como Lucero, Angélica María, Angélica Vale, Yuri, Maria del Sol, entre outras.

## Discografia

### Com o "Timbiriche"
| Ano  | Título                       |
| ---- | ---------------------------- |
| 1982 | Timbiriche                   |
| 1982 | La Banda Timbiriche          |
| 1983 | En concierto                 |
| 1983 | "Disco Ruido"                |
| 1983 | Que No Acabe Navidad         |
| 1984 | Vaselina                     |
| 1985 | Timbiriche Rock Show         |
| 1989 | Los Clasicos de Timbiriche   |
| 1998 | Timbiriche: El concierto     |
| 2007 | Timbiriche 25                |
| 2007 | Somos Timbiriche: 25 en vivo |
| 2008 | Timbiriche: Vivo en Vivo     |

### Sem o "Timbiriche"
| Ano  | Título                 |
| ---- | ---------------------- |
| 1999 | Ellas cantan a Cri-Cri |
| 1991 | Por Vez Primera        |
| 1989 | Siempre en mi Corazón  |

## Telenovelas
| Ano  | Título                  |
| ---- | ----------------------- |
| 1994 | Prisionera de Amor      |
| 1989 | Nos Vamos de Vacaciones |